# Vanellus chilensis

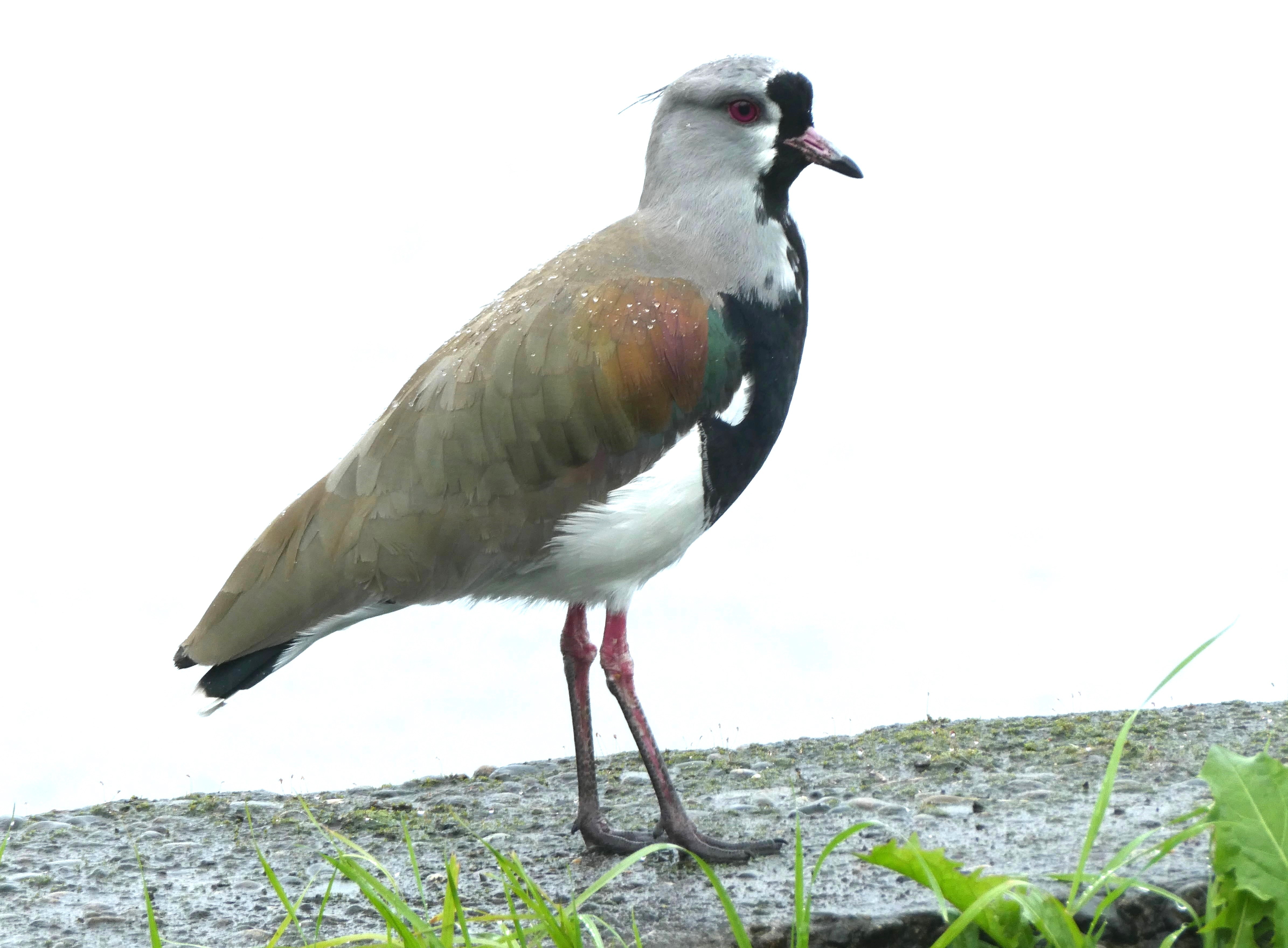
Queltehue en la isla Grande de Chiloé.

El tero o queltehue (Vanellus chilensis), también referido como avefría tero, entre otros nombres comunes, es una especie de ave caradriforme muy extendida en la zona austral de Sudamérica. Su hábitat son praderas llanas, por lo que es mucho más habitual en el sector austral del continente americano que en el norte, aunque también se lo puede ver en Centroamérica, tan al norte como El Salvador, producto de una extensión reciente desde Sudamérica.

## Distribución geográfica
Es nativa de América del Sur, donde es muy común en muchas zonas de Bolivia, Brasil, Chile, Colombia, Ecuador, Venezuela,  Paraguay y Perú, y en las llanuras de Argentina y Uruguay, siendo en este último el símbolo de la selección nacional de rugby y el ave nacional. También se lo encuentra en Costa Rica.
Aunque habita en descampados e incluso en ámbitos urbanos, su presencia es más usual en las cercanías de cañadas y lagunas. También suele vérselo como mascota en los jardines, por sus movimientos simpáticos, alimentación a base de insectos y carácter muy despierto que hace que sea utilizado como señal de alerta.

### Nombres comunes
Sus nombres comunes devienen en general de un onomatopeya de su sonido característico; tal es el caso de tero o alguna de sus variantes en Argentina, Paraguay y Uruguay, queltehue y treile utilizados en Chile, leque-leque en Bolivia, e incluso quero-quero en portugués. Coincide el uso de estos nombres con una presencia muy abundante y asociada a la ruralidad. El término avefría que se puede ver en bibliografía especializada, en cambio, deviene del nombre común de Vanellus vanellus, otra ave del mismo género muy habitual en España, y no se usa en el habla cotidiana en América. El término alcaraván utilizado en Venezuela, se usa por recordar a los españoles llegados a América a Burhinus oedicnemus, popularmente conocido como alcaraván común. Pellar es de amplio uso en Colombia. Otros nombres con que se le conoce son teru-teru,  tetéu, y triel.

## Descripción

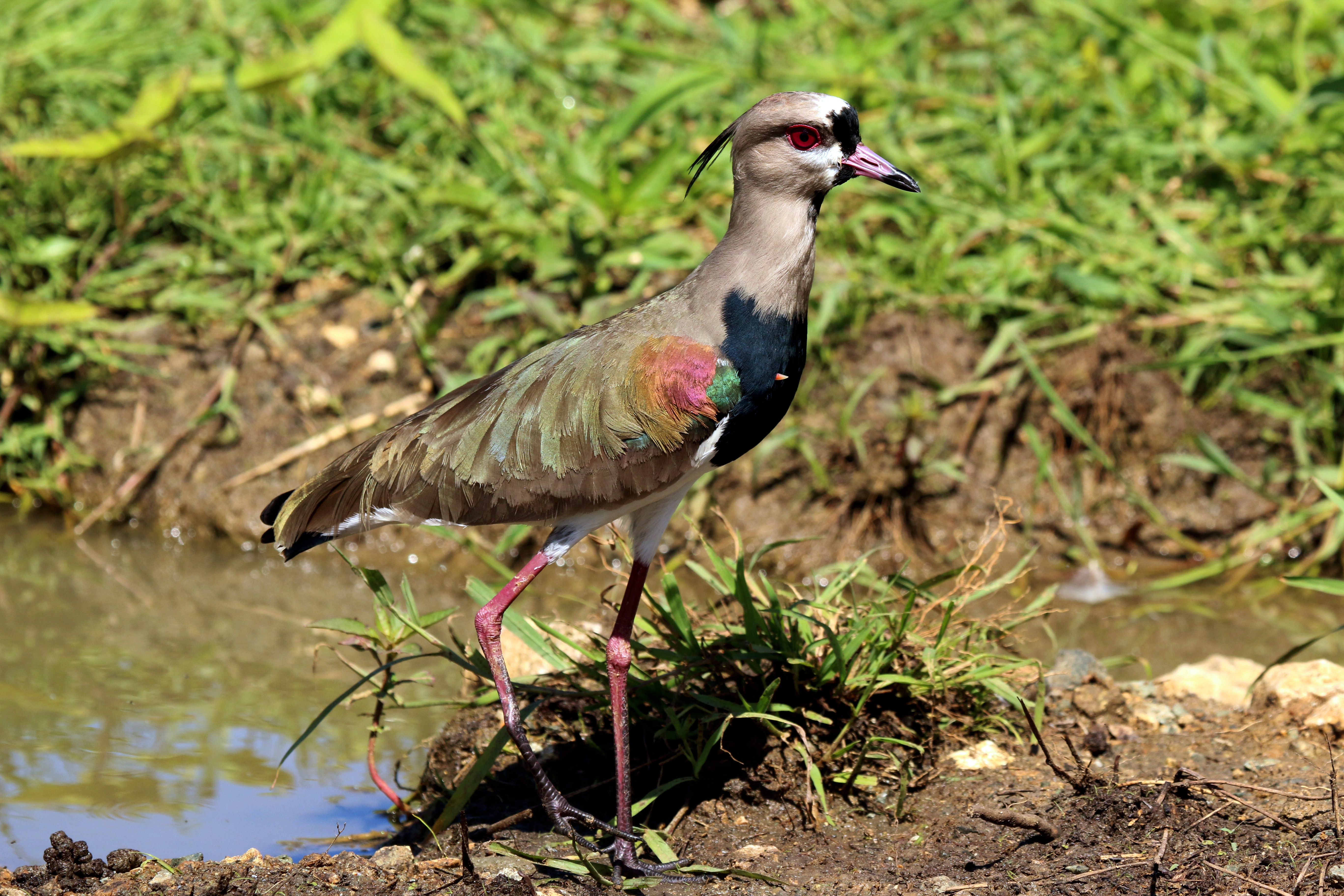
Vanellus chilensis en la Isla de Trinidad

Es una pequeña ave zancuda de 30 a 36 cm de largo. La cola es de tamaño medio. Su cabeza es grande y aplanada en la corona, de color gris con rebordes blancos cerca del ojo y el pico. La frente, el lorum y la garganta son negros, y esta última es una franja, que baja engrosándose y cubriendo todo el pecho y abdomen. Posee una cresta gris muy delgada. El pico es corto y de color rojo pálido, salvo la punta que es negra. Parte superior verde olivácea con hombros más iridiscentes y vientre completamente blanco. Presenta espolones rojizos en los codos de las alas. Los ojos son de color rojo intenso y redondos.
Sus patas son largas y finas, de color rojo. Los dedos son tres hacia adelante y uno muy corto hacia atrás. Aunque en días de mucho calor o cuando se encuentra atemorizado repliega completamente sus patas, lo más habitual es verlo descansando apoyándose en una de ellas, mientras que la otra queda pegada al cuerpo. También suele quedarse quieto doblando las patas hacia atrás. Cuando camina o está quieto, hace "agachadas" aún sin explicación.
Cuidan a sus huevos o polluelos en parejas o tríos, arremetiéndose agresivamente contra cualquier amenaza. Su método de defensa funciona en que un adulto se mantiene alerta en el suelo cuidando a las crías, mientras que el otro vuela en dirección de la amenaza con la intención de pegarle con los espolones de las alas, sin detenerse hasta ahuyentarla. Posee una vocalización estridente y vibrante.
Los jóvenes se diferencian de los adultos principalmente por la ausencia de rojo alrededor del ojo y una menor cantidad de tonalidades y bandas de colores en las plumas; además de poseer la mancha ubicada sobre el pico de un color plomo desgastado o negruzco manchado, en vez de negra como en los adultos. Las diferencias entre macho y hembra no son detectables a simple vista, aunque las hembras son un poco más pequeñas que los machos.

## Comportamiento

### Alimentación
Se alimentan de invertebrados (principalmente insectos) y vertebrados pequeños como lagartijas, también de carne cruda. Para cazar hacen una pequeña carrera de dos o tres pasos, se detienen y lanzan un picotazo hacia adelante. Otra técnica que utilizan es revolver la tierra con sus patas para poder sentir las lombrices debajo de ella, la que luego extrae con el pico. También incluye en su dieta semillas.

### Reproducción
Por lo general se agrupan en bandadas, y son muy cuidadosos de sus pichones. Hacen sus nidos en el suelo a campo abierto, razón por la cual son muy sensibles ante cualquier ruido o movimiento extraño. Al alarmarse emiten su grito característico, estridente y repetido; este sonido es casi una constante en las zonas rurales del centro y norte de la Argentina, al igual en todo el territorio uruguayo y el centro y sur chileno.
Es muy astuto con el cuidado de su nido, pues ante la presencia de un intruso teatraliza la situación echándose como si estuviera empollando, pero en otro lado, para que el visitante se dirija hacia él. En algunas ocasiones hace vuelos cortos alejándose de su nido con la apariencia de no poder volar bien, como si estuviera herido, repitiéndolo varias veces cada vez más lejos hasta que pase el peligro. Muchas veces hace vuelos rasantes sobre el intruso, incluso rozándolo con sus espolones . En el caso de aves de rapiña o felinos los ataca, apuntando al rostro hasta conseguir alejarlos.
Algunas veces ocurren peleas entre machos por la atracción de la hembra, para las cuales utilizan el pico y no los espolones. En el vuelo de atracción revolotean a la hembra con la cabeza lo más erguida posible y la cola hacia abajo.
El nido es un pequeño agujero en un descampado apenas delimitado por ramitas y hierbas, y son muy difíciles de distinguir. Ponen sus huevos a finales del invierno, y la misma pareja puede poner varias veces durante el año. Los huevos se incuban durante veintiséis días. El color es gris verdoso con pequeñas manchas oscuras. Una vez nacidos los pichones, padre y madre se ocupan del cuidado de los críos. Sin embargo, en los últimos años las observaciones de campo han planteado la posibilidad de que algunos teros desarrollen un comportamiento poligínico, es decir que haya más de una hembra por cada macho. Nidos con más de cuatro huevos parecen confirmar esta tesis. Sin embargo, un tercer sistema de cría es mucho más usual: el cooperativismo, bajo la forma de los denominados "tríos". El trío es una pareja más un tercer individuo que no tendría necesariamente que ser una hembra, sino que podría tratarse incluso de un macho emparentado. La función que cumpliría este tercero podría ser la de ayudante en la vigilancia y cuidado del nido, contribuyendo así a la supervivencia de la nidada mediante un comportamiento evidentemente cooperativo. Durante la puesta de huevos y nacimiento de los pichones son animales muy agresivos y vigilantes. Al llegar la noche la madre cobija a los polluelos bajo sus alas. Los mismos quedan bajo cuidado de los padres hasta que aprenden a volar, lo que sucede aproximadamente al mes de vida.

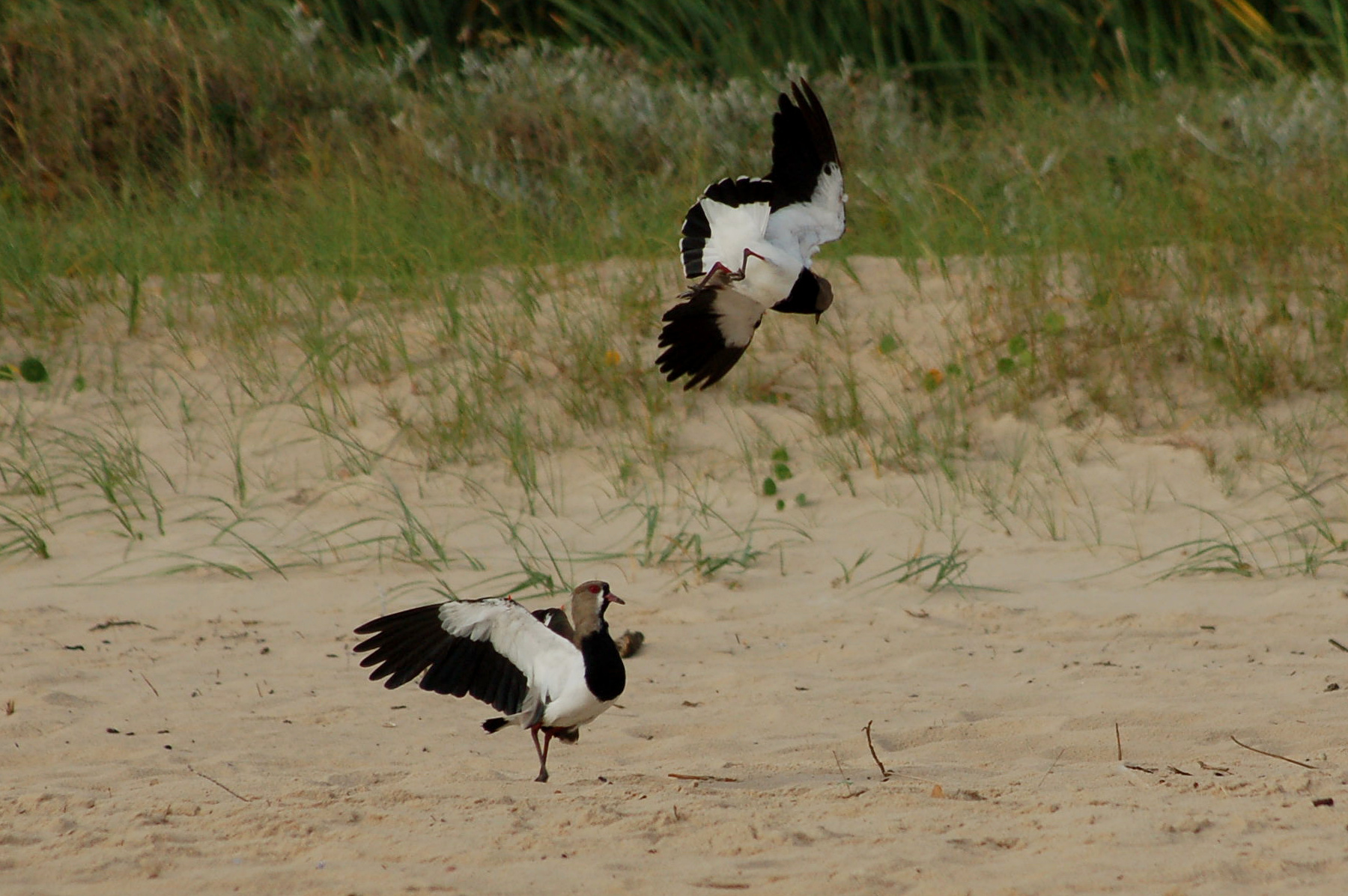
Teros en una playa de la costa uruguaya.
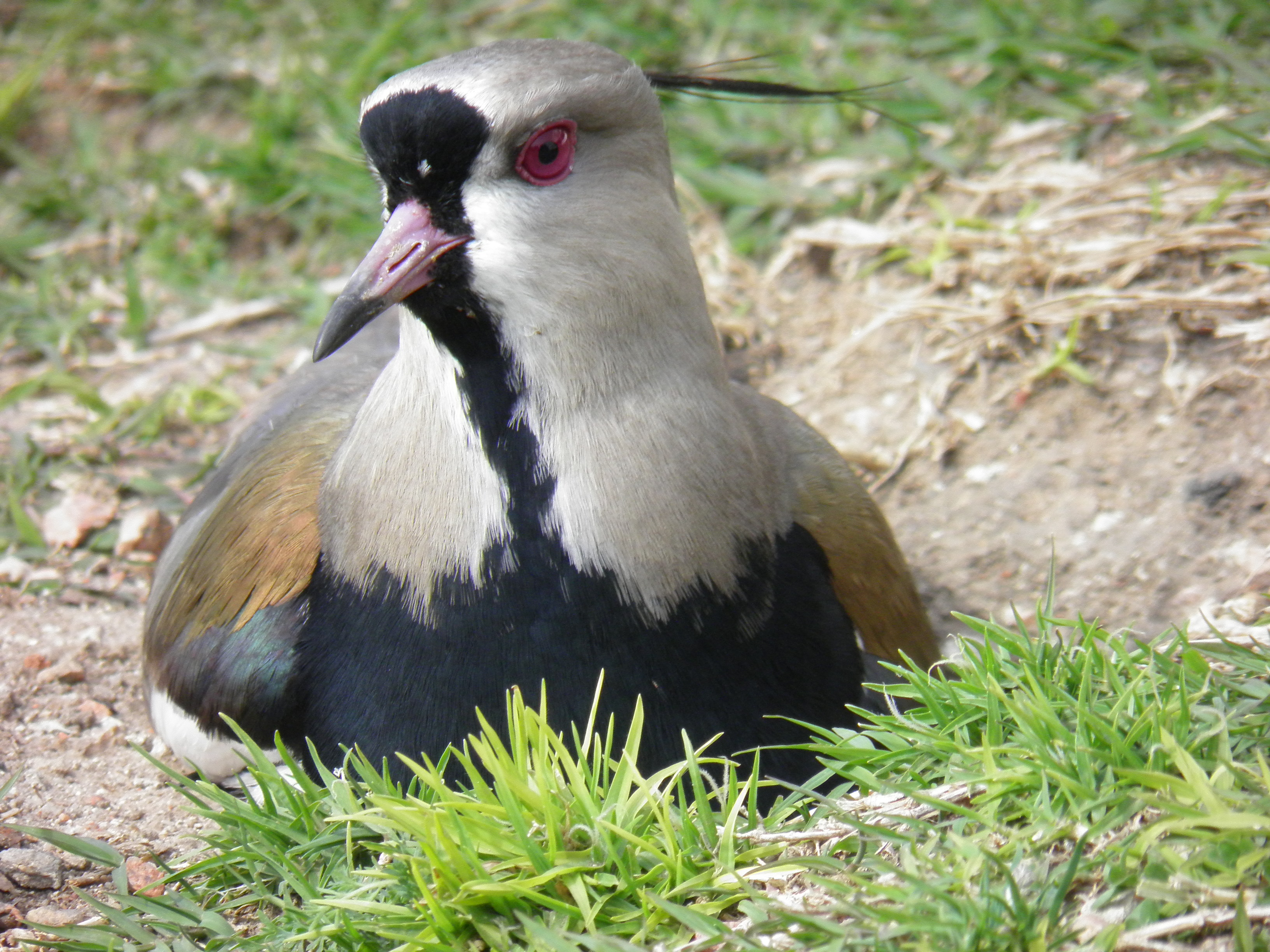
Avefría tero
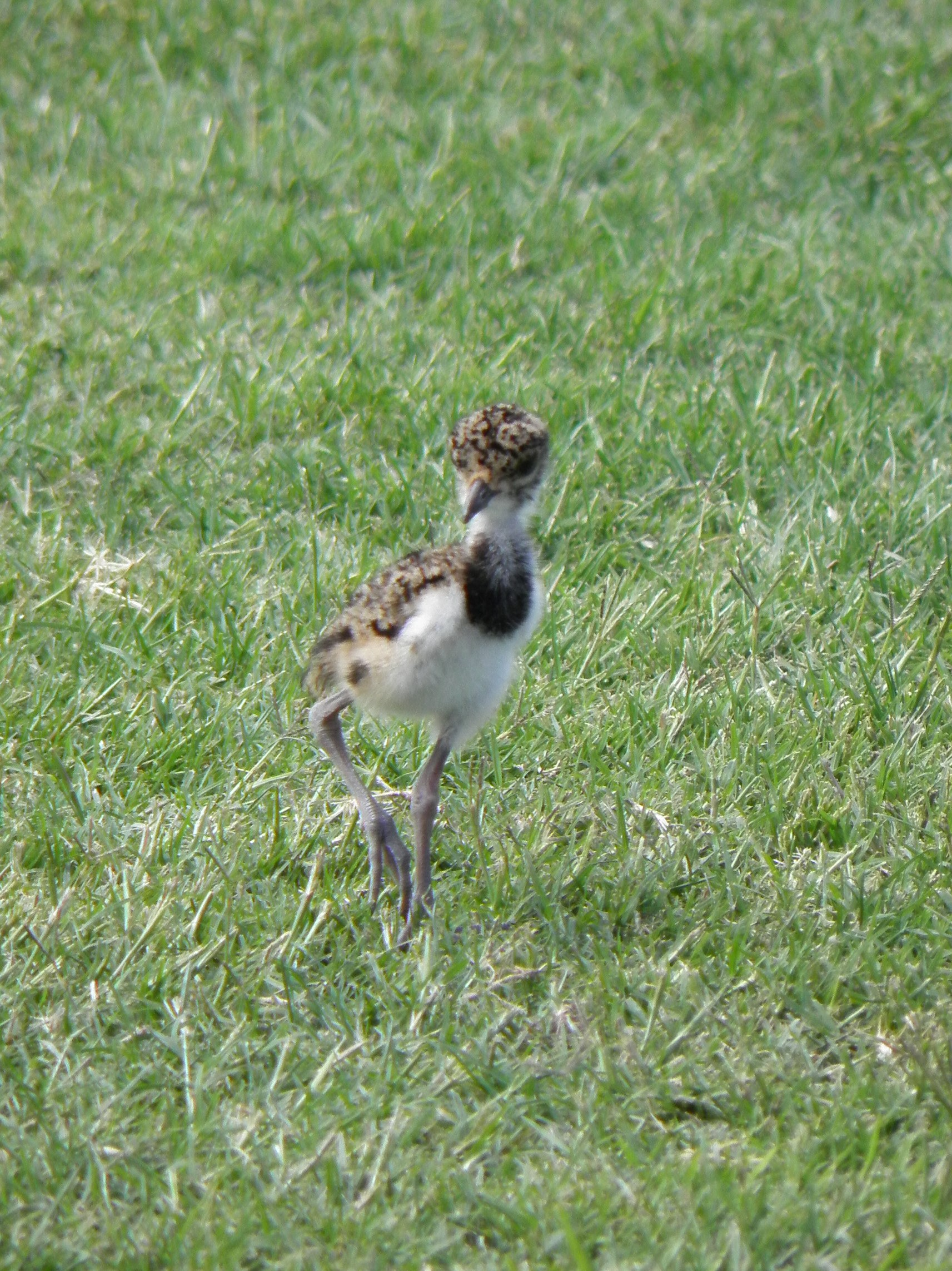
Pichón de avefría tero
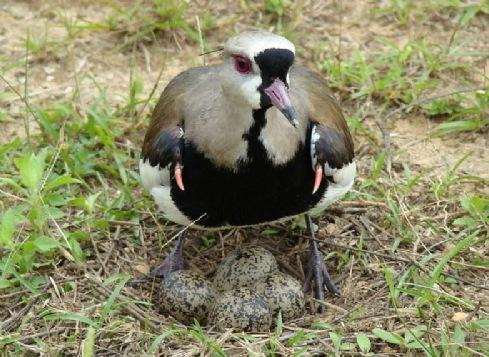
Nido
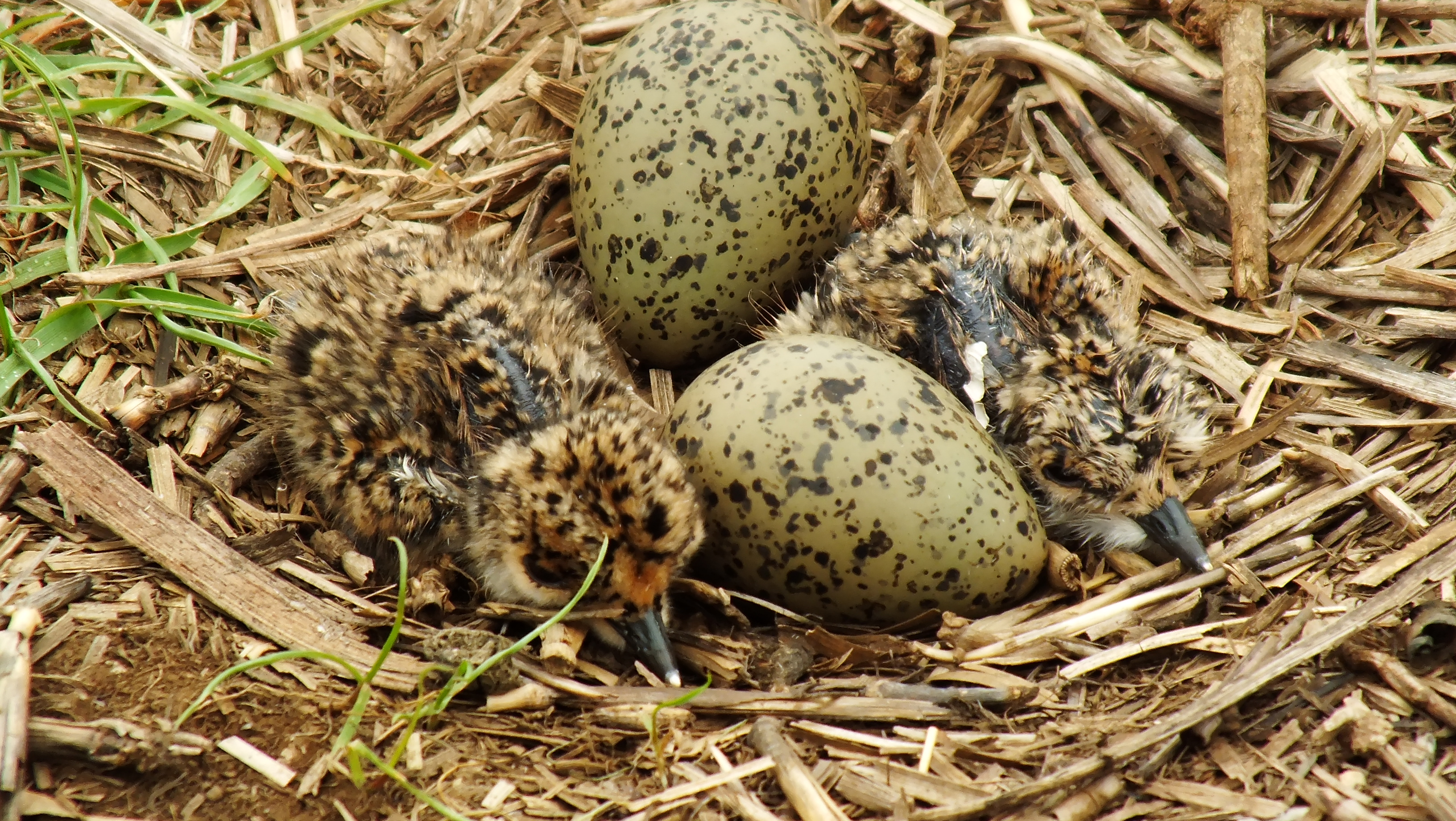
Nido con huevos y polluelos
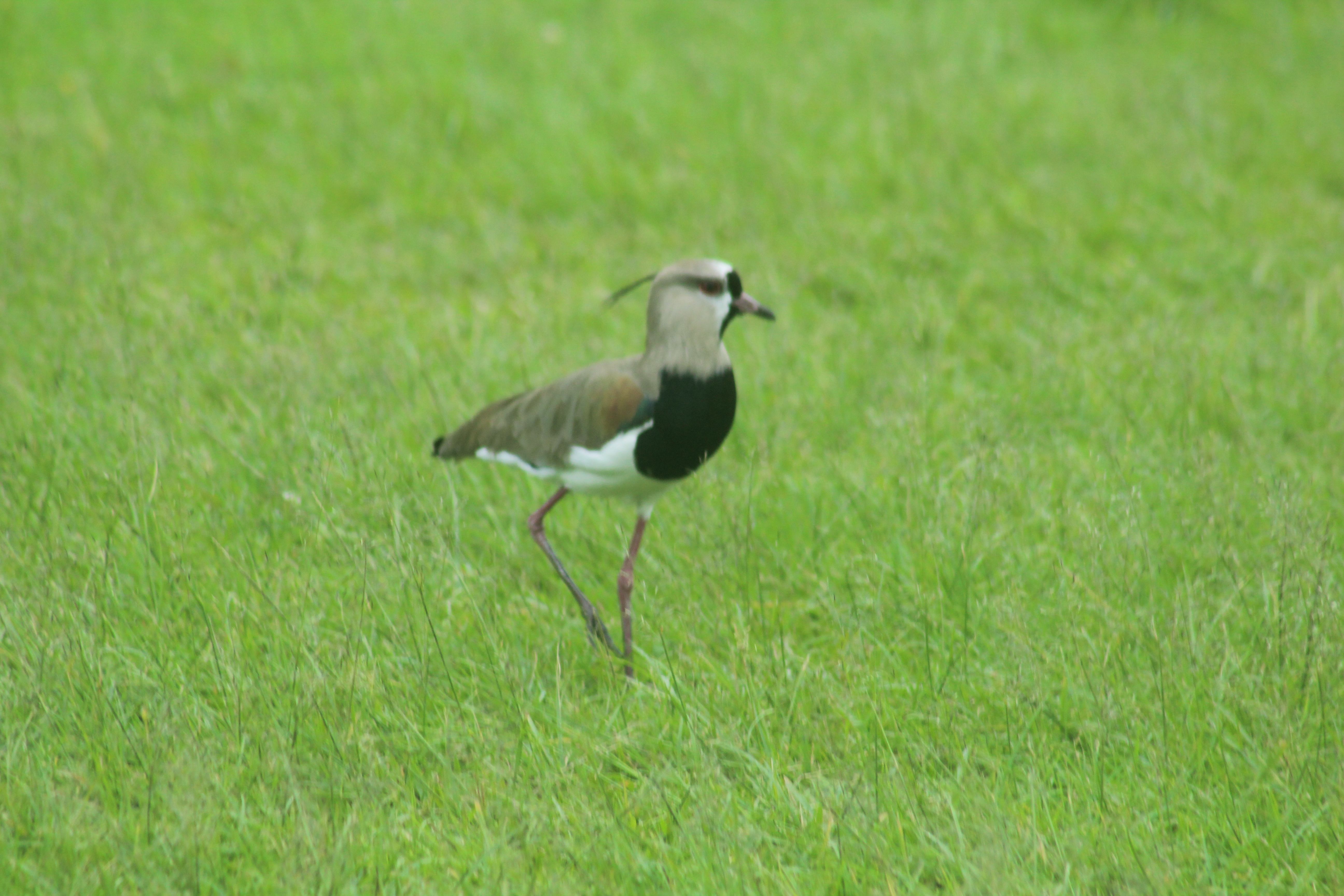
Vanellus chilensis cayennensis, en Manizales, Colombia.
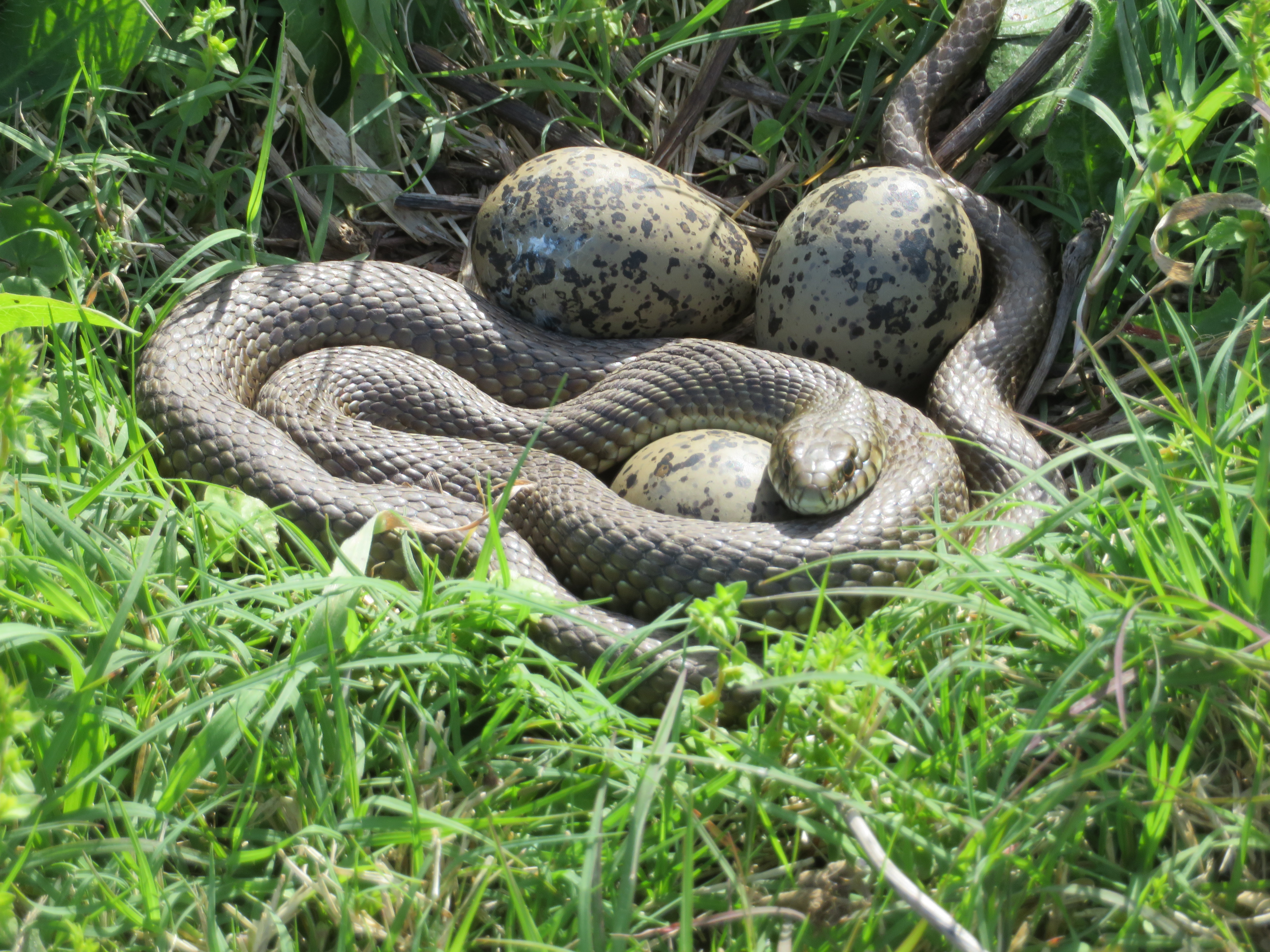
Un predador en el nido

## Subespecies
Se reconocen cuatro subespecies:
- V. c. cayennensis (Gmelin, 1789): habita en Costa Rica, Panamá, hacia el norte del río Amazonas y recientemente se ha expandido hacia el norte llegando hasta Nicaragua.[17]
- V. c. lampronotus (Wagler, 1827): habita al sur del río Amazonas, atravesando las zonas centro, sur y orientales de Brasil, así como el norte y este de Bolivia, además de Uruguay y el norte de Argentina.[17]
- V. c. chilensis (Molina, 1782): habita en Chile y en zonas occidentales de Argentina.[17]
- V. c. fretensis (Brodkorb, 1934): habita en el sur de Argentina y de Chile.[17]